# Tashkent Open 2009
Il Tashkent Open 2009 è stato un torneo di tennis giocato sul cemento. È stata l'11ª edizione del Tashkent Open, che fa parte della categoria International nell'ambito del WTA Tour 2009. Si è giocato al Tashkent Tennis Center di Tashkent in Uzbekistan, dal 21 settembre al 27 settembre 2009.

## Partecipanti

### Teste di serie
| Nazionalità | Giocatrice         | Ranking1 | Testa di serie |
| ----------- | ------------------ | -------- | -------------- |
| Kazakistan  | Jaroslava Švedova  | 55       | 1              |
| Israele     | Shahar Peer        | 57       | 2              |
| Romania     | Ioana Raluca Olaru | 66       | 3              |
| Bielorussia | Ol'ga Govorcova    | 73       | 4              |
| Svizzera    | Stefanie Vögele    | 74       | 5              |
| Romania     | Monica Niculescu   | 78       | 6              |
| Austria     | Patricia Mayr      | 83       | 7              |
| Kazakistan  | Galina Voskoboeva  | 96       | 8              |

- 1 Ranking al 14 settembre 2009.

### Altre partecipanti
Giocatrici che hanno ricevuto una Wild card:
- Nigina Abduraimova
- Alexandra Kolesnichenko
- Sabina Sharipova

Giocatrici passate dalle qualificazioni:
- Aleksandra Panova
- Lesya Tsurenko
- Ksenija Lykina
- Arina Rodionova

## Campionesse

### Singolare
Shahar Peer ha battuto in finale  Akgul Amanmuradova con il punteggio di 6–3, 6–4

### Doppio
Ol'ga Govorcova /  Tat'jana Puček hanno battuto in finale  Vitalija D'jačenko /  Kacjaryna Dzehalevič con il punteggio di 6–2, 6(1)–7, [10-8]